# Amblysomus septentrionalis
Amblysomus septentrionalis är en däggdjursart som beskrevs av Roberts 1913. Amblysomus septentrionalis ingår i släktet Amblysomus och familjen guldmullvadar. Den räknades tidigare som underart till Amblysomus hottentotus och godkänns nu oftast som självständig art. IUCN kategoriserar arten globalt som nära hotad. Inga underarter finns listade.
Denna guldmullvad förekommer i provinsen Mpumalanga i östra Sydafrika samt i Swaziland. Arten vistas i bergstrakter och på högplatå. Habitatet utgörs av gräsmarker, buskskogar och kanter av marskland. Arten undviker områden med stenig jordmån och hittas även i trädgårdar och i jordbruksmark. I vissa delar av utbredningsområden använder Amblysomus septentrionalis antagligen ett tunnelsystem tillsammans med jätteguldmullvaden Chrysospalax villosus.
Arten blir 10,5 till 14,5 cm lång (huvud och bål) och väger 52 till 86 g. Kännetecknande är de kraftiga klorna vid framtassarna. Ovansidan är täckt av mörk rödbrun päls som blir ljusare fram mot kroppssidorna och på undersidan förekommer ljusbrun till orange päls. På kinderna finns vanligen ljusgula fläckar. Honor är allmänt mindre än hannar.
Amblysomus septentrionalis lever liksom andra guldmullvadar i underjordiska tunnelsystem. Tunnlar nära markytan är enklare och används för att leta efter föda. Dessutom finns ett system av djupare gångar med flera kamrar som används för längre vistelse. Arten äter främst insektslarver och daggmaskar. Den är nattaktiv och sover under dagen eller den sätter sig i torpor. Mellan våren och hösten syns den ibland ovanpå markytan, oftast efter regn.
Denna guldmullvad jagas av afrikansk bandiller (Poecilogale albinucha), tornuggla, tamkatt och hund.